# Today's the Day (America)
Today's the Day è un brano musicale del gruppo musicale pop rock America, pubblicato nel 1976 come primo singolo per il loro sesto album, Hideaway. Fu scritto dal membro Dan Peek e prodotta da George Martin.
La canzone raggiunse la ventitreesima posizione della Billboard Hot 100, il che lo rese il singolo di maggior successo tratto da Hideaway. Ultima canzone del trio a raggiungere la Top 40, "Today's the Day" fu anche l'ultimo brano a classificarsi al primo posto della Easy Listening chart, rimanendone al vertice per due settimane. A livello internazionale si classificò anche in Canada (#16), Australia (#55) ed in Francia (#67).
Il singolo contiene sul lato B Hideway Part II.

## Storia
Secondo il membro del gruppo Dan Peek, "Today's the Day" ispirò il successo internazionale "Tonight's the Night (Gonna Be Alright)" di Rod Stewart, che raggiunse la vetta della Billboard Hot 100 per otto settimane dal novembre 1976 al gennaio 1977. Peek narrò di un pomeriggio in cui suonò assieme a Rod Stewart, suo ospite, nel proprio studio di registrazione: «Suonai 'Today's the Day', la canzone su cui stavo lavorando. Rod disse che gli piaceva e che gli diede lo spunto per una canzone. Ovviamente dopo che uscirono le sue registrazioni di 'Tonight's the Night' risi quando mi ricordai delle sue parole.».